# Giro del Friuli 1976
Il Giro del Friuli 1976, terza edizione della corsa, si svolse il 15 settembre 1976 su un percorso di 182 km, con partenza e arrivo a Pordenone. La vittoria fu appannaggio dell'italiano Franco Bitossi, che completò il percorso in 4h50'00", alla media di 37,655 km/h, precedendo i connazionali Enrico Paolini e Francesco Moser.
La corsa si tenne a quattro mesi dal terremoto del Friuli, a differenza del Giro della Regione Friuli Venezia Giulia.

## Ordine d'arrivo (Top 10)
| Pos. | Corridore           | Squadra            | Tempo    |
| ---- | ------------------- | ------------------ | -------- |
| 1    | Franco Bitossi      | Zonca              | 4h50'00" |
| 2    | Enrico Paolini      | Scic-Fiat          | s.t.     |
| 3    | Francesco Moser     | Sanson             | s.t.     |
| 4    | Sigfrido Fontanelli | Sanson             | s.t.     |
| 5    | Miguel María Lasa   | Scic-Fiat          | s.t.     |
| 6    | Felice Gimondi      | Bianchi-Campagnolo | s.t.     |
| 7    | Roberto Poggiali    | Sanson             | s.t.     |
| 8    | Renato Laghi        | Zonca              | s.t.     |
| 9    | Glauco Santoni      | Magniflex          | s.t.     |
| 10   | Claudio Bortolotto  | Sanson             | s.t.     |